# Fine and Mellow: Live at Birdland West
Fine and Mellow: Live at Birdland West — концертный альбом американской певицы Кармен Макрей, выпущенный в 1988 году на лейбле Concord Jazz. Альбом был записан в декабре 1987 года в джаз-клубе Birdland West на Лонг-Бич.
Макрей была номинирована за лучшее джазовое вокальное исполнение среди женщин на 31-й ежегодной премии «Грэмми» за запись данного альбома.

## Отзывы критиков
| Оценки критиков                            | Оценки критиков |
| Источник                                   | Оценка          |
| ------------------------------------------ | --------------- |
| AllMusic                                   | [ 2 ]           |
| Encyclopedia of Popular Music              | [ 3 ]           |
| The Penguin Guide to Jazz                  | [ 4 ]           |
| The Rolling Stone Jazz & Blues Album Guide | [ 5 ]           |

В обзоре AllMusic от Скотта Яноу говорится, что «Хотя Кармен Макрей является очевидной звездой своего концертного альбома … она уделяет много сольного пространства своей звёздной группе». Яноу написал о песнях, что «Макрей немного обновляет их и заставляет звучать актуально и зажигательно. Рекомендуется». Крис Альбертсон из Stereo Review отметил, что Кармен Макрей действительно «нежна и ласкова».

## Список композиций
1. «What Is This Thing Called Love?» (Коул Портер) — 6:46
2. «What Can I Say After I Say I’m Sorry?» (Уолтер Дональдсон, Эйб Лайман) — 5:07
3. «Fine and Mellow» (Билли Холидей) — 9:31
4. «These Foolish Things (Remind Me of You)» (Джек Стрэчи, Гарри Линк, Холт Марвелл) — 5:20
5. «Black and Blue» (Гарри Брукс, Энди Разаф, Фэтс Уоллер) — 7:37
6. «One More Chance» (Кэролин А. Джиллман) — 4:06
7. «Until the Real Thing Comes Along» (Манн Холинер, Альберта Николс, Сэмми Кан, Сол Чаплин, Л. Е. Фриман) — 5:00
8. «My Handy Man Ain’t Handy No More» (Юби Блейк, Энди Разаф) — 6:44

## Участники записи
- Кармен Макрей — вокал
- Ред Холлоуэй — альт-саксофон, тенор-саксофон
- Джек Макдафф — электрический орган
- Фил Апчерч — гитара
- Джон Клейтон — контрабас
- Пол Хамфри — барабаны